# جيمس بي. دودلي
جيمس بي. دودلي (بالإنجليزية: James B. Dudley)‏ هو أكاديمي أمريكي، ولد في 2 نوفمبر 1859 في ويلمينغتون في الولايات المتحدة، وتوفي في 4 أبريل 1925 في غرينزبورو في الولايات المتحدة.